# Poreč Classic Ladies
La Poreč Classic Ladies, és una cursa femenina de ciclisme d'un dia que es celebra a Croàcia des de l'any 2023. Està integrada dins el calendari femení de l'UCI com a cursa de categoria 1.2 des de l'any de la seva creació. Durant les seves dues primeres edicions duia el nom de Poreč Trophy Ladies.
La cursa es disputa pels voltants de Poreč al Comtat d'Ístria. La primera vencedora fou l'uzbeka Yanina Kuskova.

## Palmarès
| Any  | Vencedora      | Segona          | Tercera       |
| ---- | -------------- | --------------- | ------------- |
| 2023 | Yanina Kuskova | Iara Gillespie  | Urša Pintar   |
| 2024 | Petra Zsanko   | Elisabeth Ebras | Urša Pintar   |
| 2025 | Manon De Boer  | Malwina Mul     | Varvara Fasoi |